# 豊田裕大
豊田 裕大（とよだ ゆうだい、1999年〈平成11年〉4月10日 - ）は、日本の俳優、モデルである。
神奈川県出身。トップコート所属。身長179cm。

## 略歴
2019年、第34回メンズノンノ専属モデルオーディションにおいて、2,300通以上の応募からラボ シリーズ賞を受賞し、専属モデルとなる。
2021年5月、現事務所に所属。同年10月期テレビ東京系ドラマプレミア23『じゃない方の彼女』で俳優デビュー。
2022年6月4日、映画『レッドブリッジ / レッドブリッジ ビギニング』で映画初出演で映画初主演。
2023年4月期日本テレビ系水曜ドラマ『それってパクリじゃないですか?』でゴールデンプライムタイムのテレビドラマ初出演。
2024年5月7日より彩の国さいたま芸術劇場 大ホール 他にて上演開始された彩の国さいたま芸術劇場開館30周年記念『彩の国シェイクスピア・シリーズ2nd Vol.1「ハムレット」』で舞台初出演。同年8月6日から放送予定のフジテレビ系ドラマ『コスメティック・プレイラバー』で奥野壮とダブル主演を務め、テレビドラマ初主演。

## 人物
趣味は美味しいご飯を食べること、美術鑑賞、YouTubeチャンネル『岡田を追え!!』を見ること。
特技は3歳から始めたバスケットボール。高校は藤枝明誠高等学校に進学し、シューターとして活躍した。
憧れの役者は菅田将暉、役所広司、山田孝之、池松壮亮。
2019年11月5日に放送されたプロフェッショナル 仕事の流儀にて、トップコート社長・渡辺万由美が密着される様子を見て距離が近いことに惹かれ、自ら同社の門をたたき事務所入りした。

## 出演

### テレビドラマ
- じゃない方の彼女（2021年10月11日 - 12月27日、テレビ東京） - 後川誠 役[5]
- 妖怪シェアハウス-帰ってきたん怪-（2022年4月9日 - 6月4日、テレビ朝日） - 佐藤満 役[10]
- 推しが武道館いってくれたら死ぬ（2022年10月9日 - 12月26日、朝日放送テレビ） - 基 役[11]
- 正しい恋の始めかた（2023年1月2日、テレビ朝日） - 清水瑛太 役[12]
- 沼る。港区女子高生（2023年2月25日 - 3月25日、日本テレビ） - 高森悠真 役[13]
- それってパクリじゃないですか?（2023年4月12日 - 6月14日、日本テレビ） - 窪地育哉 役[7]
- 最高の生徒〜余命1年のラストダンス〜 第6話 - 第7話（2023年8月26日 - 9月2日、日本テレビ） - 我聞康介 役[14]
- 夫婦の秘密（2024年1月4日 - 3月7日、BS-TBS・BS-TBS 4K） - 野山雅道 役 [15]
- 高額当選しちゃいました（2024年3月23日、フジテレビ） - 春日司 役[16]
- コスメティック・プレイラバー（2024年8月6日 - 27日、フジテレビ） - 主演・佐橋斗真 役（奥野壮とダブル主演）[9]
- 火曜9時枠 オクラ〜迷宮入り事件捜査〜 第2話（2024年10月15日、フジテレビ） - 追川孝晃 役[17]
- 大河ドラマ 光る君へ 最終回（2024年12月15日、NHK） - 藤原長家 役[18]
- 日曜劇場 御上先生（2025年1月19日 - 3月23日、TBS） - 宮澤涼 役[19][20]
- 金曜ドラマ DOPE 麻薬取締部特捜課（2025年7月4日 - 、TBS） - 柴原拓海 役[21][22]

### 映画
- レッドブリッジ / レッドブリッジ ビギニング（2022年6月4日公開、BBB） - 主演・今西大輝 役[6]
- 妖怪シェアハウス-白馬の王子様じゃないん怪-（2022年6月17日公開、東映） - 佐藤満 役[10]
- 銀河鉄道の父（2023年5月5日公開、キノフィルムズ） - 宮沢清六 役[23][24]
- 劇場版 推しが武道館いってくれたら死ぬ（2023年5月12日公開、ポニーキャニオン） - 基 役[25]
- 東京リベンジャーズ2 血のハロウィン編 -決戦-（2023年6月30日、ワーナー・ブラザース映画） - 灰谷竜胆 役
- 法廷遊戯（2023年11月10日公開、東映） - 八代公平 役[26]
- 火喰鳥を、喰う（2025年10月3日公開予定、KADOKAWA / ギャガ） - 瀧田亮 役[27]

### 舞台
- 彩の国さいたま芸術劇場開館30周年記念 彩の国シェイクスピア・シリーズ2nd Vol.1「ハムレット」（2024年5月7日 - 6月、彩の国さいたま芸術劇場 大ホール 他） - フォーティンブラス 役[8]

### CM
- ブルボン 『贅沢ルマンド』
  - 「こだわりの発酵バター」篇（2022年10月11日 - ）- アルバイト 役[28]

### 配信ドラマ
- 正しい恋の始めかた ほろあま? ほろにが? デート編（2022年12月31日、TELASA） - 清水瑛太 役[12]
- 沼る。港区女子高生 特別版 放課後編 第5話（2023年2月18日、TVer） - 高森悠真 役[29]
- 恋愛バトルロワイヤル（2024年8月29日、Netflix） - 美山飛鳥 役[30]
- インフォーマ -闇を生きる獣たち-（2024年11月7日 - 、ABEMA） - 小峰朝陽 役[31]

### 雑誌
- MEN'S NON-NO（2020年 - 、集英社） - 専属モデル

### MV
- Thinking Dogs「エキストラ」（2021年11月8日）[32]
- G over 「ヒーロー」(2022年5月21日)